# Eugène van Itterbeek
Eugène Renerius Maria Gerardus van Itterbeek (Kessel-Lo, 21 januari 1934 - Sibiu (Roemenië), 24 april 2012) was een Vlaams dichter en essayist.

## Biografie
Eugène van Itterbeek studeerde rechten en Romaanse filologie aan de Katholieke Universiteit Leuven. Na zijn studies was hij enige tijd leraar in Genk en Hasselt en docent Franse letterkunde aan de UFSIA in Antwerpen. In 1966 promoveerde hij aan de Universiteit Leiden met het proefschrift Socialisme et poésie chez Peguy. De la Jéanne d'Arc à l'affaire Dreyfus. In 1968 ging hij bij het ministerie van Nederlandse Cultuur aan de slag. In 1979 stichtte Van Itterbeek de Europese Vereniging ter Bevordering van de Poëzie en werd hij hoofdredacteur van het internationale poëzietijdschrift Pi. Hij verzorgde voor de Leuvense Schrijversaktie een groot aantal bloemlezingen in de Leuvense Cahiers. Hij was voorts secretaris van de Vereniging van Vlaamse Letterkundigen, voorzitter van de Vereniging van Wetenschappelijke en Kulturele Tijdschriften en van 1979 tot 1987 voorzitter van het Vormingscentrum Lodewijk Dosfel. Hij schreef vooral studies over Franse letterkunde, maar ook over Vlaamse politiek en literatuur.